# Joen Sachs
Joen Ernst Sachs (uttalas Jon Sax), född 17 oktober 1932 i Engelbrekts församling, Stockholm, död 19 oktober 2024, var en svensk arkitekt, professor  och författare. 

## Biografi

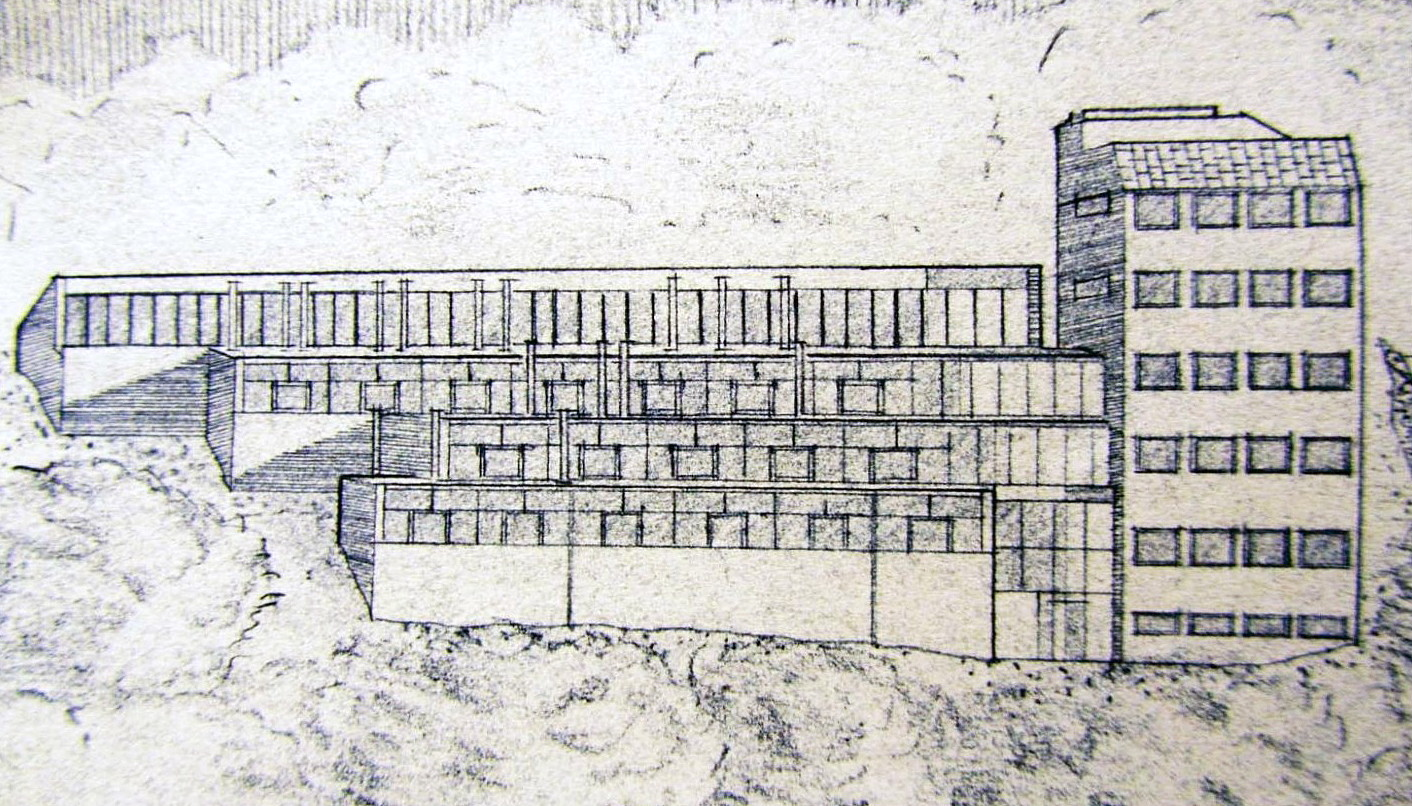
Sachs fasadstudie för Gomanhuset.

Joen Sachs var son till NK-direktören Ragnar Sachs och Ingrid, född Bergvall. Efter studentexamen i Stockholm 1951 studerade han vid Kungliga Tekniska högskolan (KTH) där han tog examen 1959. Han fick anställning hos professor Nils Ahrbom samma år och gick över till Kooperativa förbundets arkitektkontor 1961 där han blev chef för arkitektbyrå B 1964.
Bland industrianläggningar som Sachs ritade hör det så kallade Gomanhuset i Danvikenområdet i Nacka kommun och oljeraffinaderiet i Lysekils kommun (Scanraff) (färdigställt 1975) till 1960-talets största projekt. Uppdraget kom från Oljekonsumenternas förbund (OK) och leddes av Joen Sachs 1968–1972. 
Han blev adjungerad professor i Industriplanering vid Chalmers Tekniska högskola 1978 och var ordinarie professor där 1985 till 1998 då han blev emeritus.
År 2011 fick Joen Sachs Hans Majestät Konungens medalj, 12:e storleken i högblått band, "för mångåriga och betydelsefulla insatser på stadsplaneringens område".
Han var gift första gången 1959–1965 med neurologen och konstnären Charlotte Sachs (född 1939) och andra gången från 1968 till sin död med socialantropologen Lisbeth Sachs (född 1938). Han är far till affärsmannen Daniel Sachs.